# Sierra del Negrete
Sierra del Negrete este o arie protejată (arie specială de conservare — SAC, sit de importanță comunitară — SCI) din Spania întinsă pe o suprafață de 21.934,19 ha, integral pe uscat.

## Localizare
Centrul sitului Sierra del Negrete este situat la coordonatele 39°35′50″N 1°01′39″W / 39.5972°N 1.0275°V.

## Înființare
Situl Sierra del Negrete a fost declarat sit de importanță comunitară în decembrie 1997 pentru a proteja 20 de specii de animale. Situl a fost protejat și ca arie specială de conservare în septembrie 2017.

## Biodiversitate
Situată în ecoregiunea mediteraneană, aria protejată conține 16 habitate naturale: Pseudostepă cu ierburi și specii anuale de Thero-Brachypodietea, Păduri de pin (sub-) mediteraneene cu pini negri endemici, Pajiști uscate seminaturale și facies de acoperire cu tufișuri pe substraturi calcaroase (Festuco-Brometalia) (* situri importante pentru orhidee), Păduri de Quercus ilex și Quercus rotundifolia, Matorral arborescenți cu Juniperus spp., Lande oro-mediteraneene cu formațiuni endemice de grozamă, Păduri termofile cu Fraxinus angustifolia, Pante stâncoase calcaroase cu vegetație casmofită, Păduri mediteraneene de Taxus baccata, Tufărișuri termo-mediteraneene și de pre-deșert, Pajiști umede mediteraneene cu ierburi înalte de Molinio-Holoschoenion, Păduri iberice de Quercus faginea și Quercus canariensis, Galerii de Salix alba și de Populus alba, Păduri endemice cu Juniperus spp., Izvoare petrifiante cu formare de travertin (Cratoneurion), Galerii și tufărișuri riverane sudice (Nerio-Tamaricetea și Securinegion tinctoriae).
La baza desemnării sitului se află mai multe specii protejate:
- păsări (11): acvilă de munte (Aquila chrysaetos), buha (Bubo bubo), caprimulg (Caprimulgus europaeus), șerpar (Circaetus gallicus), șoim călător (Falco peregrinus), Galerida theklae, Hieraaetus fasciatus, ciocârlie de pădure (Lullula arborea), Oenanthe leucura, Pyrrhocorax pyrrhocorax, silvie de tufiș (Sylvia undata)
- amfibieni (1): Discoglossus jeanneae
- mamifere (2): vidră de râu (Lutra lutra), Microtus cabrerae
- nevertebrate (2): Austropotamobius pallipes, Coenagrion mercuriale
- pești (3): Achondrostoma arcasii, Cobitis paludica, Parachondrostoma turiense
- reptile (1): Mauremys leprosa

Pe lângă speciile protejate, pe teritoriul sitului au mai fost identificate 1 specie de păsări, 1 specie de amfibieni.